# 頓察·奧卡萊頓
頓察·奧卡萊頓（英語：Donncha O'Callaghan；1979年3月24日—）是一位愛爾蘭橄欖球運動員。他是愛爾蘭國家橄欖球隊的一員，代表愛爾蘭參加了2011年世界盃橄欖球賽。